# Heinrich Wilhelm Karl von Harnier
Heinrich Wilhelm Karl von Harnier (* 11. April 1767 in Kassel; † 9. Juli 1823 in München) war ein preußischer Legationsrat und später großherzoglich-hessischer Geheimrat, außerordentlicher Gesandter und bevollmächtigter Minister, wie auch Bundestagsgesandter.
Er stammte aus der wallonischen, um 1650 nach Deutschland eingewanderter Hugenottenfamilie Harnier. Seine Eltern waren der Geheime Kriegsrat in Kassel Johann Kaspar Harnier (1739–1811) und dessen Ehefrau Susanne Henriette Dupré (1748–1837).

## Leben
Bekannt wurde er durch die Verhandlungen Preußens mit Frankreich, welche zum Basler Frieden 1795 führten. Danach kam er als preußischer Legationsrat nach München. Im Jahr 1804 erhielt er gleichzeitig die Vertretung der hessen-darmstädtischen Interessen am Münchener Hofe. Nach der Niederlage Preußens gegen Napoleon im Vierten Koalitionskrieg, wechselte er vollständig in groß-herzoglich hessische Dienste. Am 10. Februar 1810 erhielt er den groß-herzoglich hessischen Adelsstand. In München war Harnier der wichtigste Freund des Anatomen und Naturforschers Samuel Thomas Soemmerring, seit dem dieser 1805 dorthin gezogen war.
Im Jahr 1815 wurde er zum hessischen Bundestagsgesandten ernannt. Aber er trat infolge politischer Meinungsverschiedenheiten mit dem Fürsten Metternich zusammen mit Anderen von dieser Stelle zurück und ging als außerordentlicher Gesandter und bevollmächtigter Minister nach München.
Dort starb er 1823 an den Folgen eines Schlaganfalles, der ihn während eines Ritts im Englischen Garten traf. 
Einen Einblick in das Ansehen, das er seiner Zeit genoss, findet sich in den zahlreichen Bemerkungen in den Tagebüchern des Dichters August von Platen.

## Familie
Er heiratete am 4. März 1797  Katharina Henriette Fladt (* 24. Juni 1773; † 13. Dezember 1847). Diese war die Tochter des Johann Georg Fladt aus  Mannheim, und der Maria Anna Ritter. Mit seiner Frau hatte Harnier mehrere Kinder, darunter:
- Wilhelmine (Mina) (1798–1874) ⚭ 1836 Graf Johann Nepomuk Xaver Basselet von La Rosee, Königlich Bayerischer Oberst und Kammerherr
- Kaspar Georg Wilhelm (1800–1838), hessen-darmstädtischer Legationsrats und Münchener Maler ⚭  Karoline Johanna von Pretlack (* 19. Januar 1809; † 4. Juli 1838) (Eltern von Wilhelm von Harnier)
- Erasmus Gabriel Ludwig (1802–1830) Hessischer Geheimer Ministerialrat
- Karoline Wilhelmine Maria (* 23. März 1804; † 7. Februar 1864)[2] ⚭ 1822  Hartwig Julius Ludwig von Both (* 18. Mai 1789; † 5. Dezember 1857), Bundestagsgesandter Großherzogtum Oldenburg[3]